# Carlos Gebauer

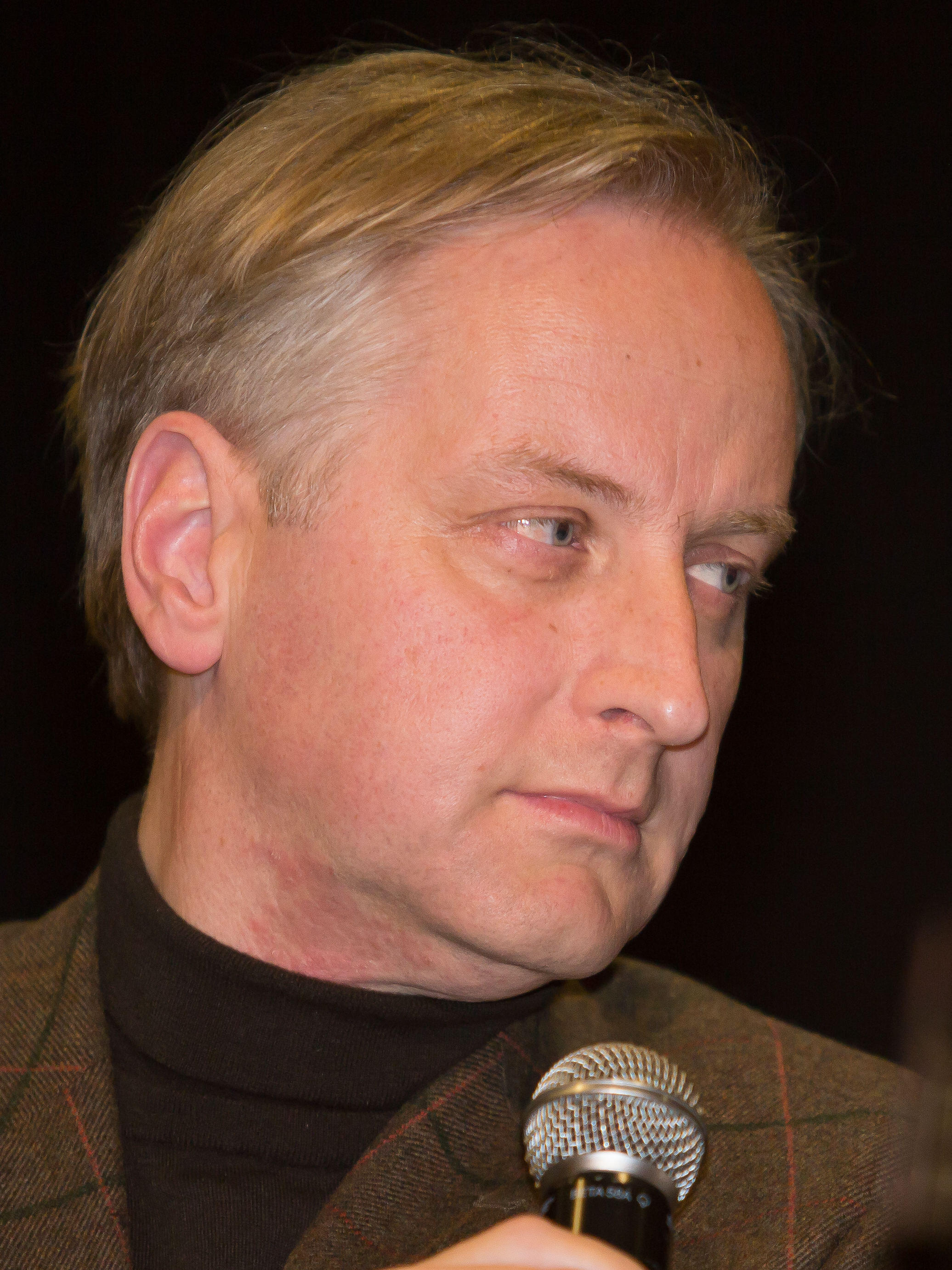
Carlos Gebauer (2014)

Carlos Alexander Gebauer (* 1964 in Düsseldorf) ist ein deutscher Jurist und Autor, der als Darsteller der RTL-Gerichtsshow Das Strafgericht bekannt wurde, wo er zwischen 2002 und 2008 in mehreren hundert Folgen als Strafverteidiger auftrat. 2011 trat Gebauer in einer Pseudo-Doku-Soap Die 2 – Anwälte mit Herz wieder als Anwalt auf.

## Werdegang
Gebauer studierte Philosophie, Neuere Geschichte, Sprachwissenschaften, Rechtswissenschaften und Musikwissenschaften in Düsseldorf, Bayreuth und Bonn. Seit 1994 ist er als Rechtsanwalt vor allem für Versicherungsrecht und Krankenhausrecht tätig. 2003 wurde Gebauer zum Richter am Anwaltsgericht für den Bezirk der Rechtsanwaltskammer Düsseldorf ernannt. Aufgrund eines 2006 erhaltenen Lehrauftrags für Sozialrecht war er zeitweilig im Fachbereich Gesundheitsökonomie der Hochschule Fresenius in Köln tätig.
Seit 1995 verfasst Gebauer gesellschaftspolitische und juristische Texte, die hauptsächlich liberale und libertäre Standpunkte vertreten. Er ist Kolumnist der Zeitschrift eigentümlich frei und Gastautor bei der Achse des Guten, bei Cicero und bei Verbandsmagazinen. Meinungsartikel erschienen auch in Publikationen des Kopp Verlags.
Gebauer ist Mitglied der FDP. Er war zusammen mit Frank Schäffler und Holger Krahmer als Mitglied der Gruppierung Liberaler Aufbruch in der FDP einer der Initiatoren eines Mitgliederentscheides gegen den europäischen Stabilitätsmechanismus, der Ende 2011 scheiterte. Gebauer hielt ein halbes Jahr zuvor bei einer Veranstaltung der Partei der Vernunft einen Vortrag mit dem Titel „Raus aus dem Euro! – Wie eine planwirtschaftliche Schuldenwährung Vermögen und Moral zerstört“. Bei der Bundestagswahl 2017 trat er für die FDP im Bundestagswahlkreis Duisburg I (Wahlkreis 115) an und erhielt 7,0 % der Erststimmen.
Gebauer ist auch Vorstandsmitglied der Hayek-Gesellschaft. In dieser Funktion sprach er sich für die Aufnahme von Hans-Georg Maaßen in die Hayek-Gesellschaft aus.
Im September 2020 war er Erstunterzeichner des Appells für freie Debattenräume.

## Schriften
- Einige Grundrechte gegen Staatsmedizin. In: Zeitschrift für Rechtspolitik. Band 38, Nr. 5. Beck, München 2005, ISSN 0514-6496, S. 162–165.
- Grenzen der Übermittlung von Patientendaten zwischen Krankenhaus und Krankenkasse. In: Neue juristische Wochenschrift. Band 56, Nr. 11, Beck, München 2003, ISSN 0341-1915,  S. 777–780.
- Warum wir alle reich sein könnten und wie unsere Politik das verhindert. Lichtschlag Medien und Werbung, Grevenbroich 2008, ISBN 978-3-939562-12-2. (Buchvorstellung und Leseproben)